# یونه آرون
یونه آرون لماتاینن (به فنلاندی: Jonne Aaron Liimatainen) در ۳۰ اوت ۱۹۸۳ در تامپره فنلاند به دنیا آمد. در حال حاضر او وکال گروه نگاتیو است.

## زندگی
یونه دو برادر به نام‌های تامی (مدیر او) و ویله (خواننده گروه فلینچ) دارد. او مدرسه و کلاس‌های گیتار را رها کرد و ترجبح داد اکثر وقتش را تنها در اتاقش بگذراند. او بسیار خجالتیست.
او می‌تواند کمی پیانو، درام و گیتار بیس بنوازد. او در آهنگ Until You're Mine خودش گیتار آکوستیک نواخت.

## نگاتیو
همه چیز از وقتی شروع شد که یونه آرون وکال گانز ان روزز را دید و تصمیم گرفت تا مثل او باشد. یونه در مدرسه با یی اسلمر آشنا شد و تصمیم گرفتند تا یک گروه راک را تشکیل دهند. آنها آهنگ‌های گروه نیروانا] را کاور می‌کرد؛ ولی وقتی یونه ۱۴ سال داشت خودش لیریک می‌نوشت.